# بيير روسيل (صانع الخزائن)
بيير روسيل (بالفرنسية: Pierre Roussel)‏ هو صانع الخزائن ‏ فرنسي، ولد في 28 سبتمبر 1723 في باريس في فرنسا، وتوفي بنفس المكان في 7 يونيو 1782.